# 문정호
문정호(文廷虎, 1956년 ~ , 서울)는 대한민국의 공무원이다.

## 학력
- 경동고등학교 졸업
- 연세대학교 행정학 학사
- 서울대학교 대학원 행정학 석사

## 경력
- 제24회 행정고시 합격
- 환경부 대기정책과장
- 환경부 수질정책과장
- 환경부 기획예산담당관
- 환경부 공보관
- 환경부 수질보전국장
- 환경부 자연보전국장
- 환경부 낙동강유역환경청장
- 환경부 환경정책실장
- 환경부 기획조정실장
- 환경부 차관

| 전임 이병욱 | 제17대 환경부 차관 2010년 3월 23일 ~ 2011년 7월 21일 | 후임 윤종수 |